# Kuangjüan
Kuangjüan (egyszerűsített kínai írással: 广元市, pinjin: Guǎngyuán) prefektúra szintű város Kínában, Szecsuan tartományban. Lakosainak száma 2 305 657 fő (2020).

## Népesség
| 2010 | 2 484 122 |
| 2020 | 2 305 657 |

## Híres személyek
- Itt született Vu Cö-tien kínai császárnő

## Testvérvárosok
- Sóbara
- Csicsihar